# Jakob Wilhelm Bieroth
Jakob Wilhelm Bieroth (* 31. März 1902 in Mainz; † 9. November 1992 in Mainz) war ein deutscher Politiker (Zentrum, CDU).

## Leben
Nach dem Besuch der Volksschule und dem Abitur am Gymnasium Mainz studierte Bieroth von 1919 bis 1925 in Frankfurt a. M. Rechtswissenschaften. Nach seiner Promotion arbeitete er als Syndikus des Rheingauer Weinbauvereins, war Redakteur der Rheingauer Weinzeitung und Dozent an der Forschungsanstalt in Geisenheim. 1926 trat Bieroth der Zentrumspartei Hessen bei und wurde 1933 als jüngster Zentrums-Kandidat für die Reichstagswahlen nominiert. Nach der Machtergreifung durch die Nationalsozialisten wurde er unter Hausarrest gestellt und am 12. Juni 1933 aus allen Ämtern entlassen. Im Zusammenhang mit dem Röhm-Putsch wurde er in Wiesbaden inhaftiert. 1934 emigrierte Bieroth in die Niederlande. Dort arbeitete er mit Friedrich Muckermann zusammen und gehörte zu den Mitarbeitern der katholischen Exilzeitung Der Deutsche Weg. Am Tag des Einmarsches der deutschen Wehrmacht in die Niederlande wurde Bieroth wieder inhaftiert und im SS-Zuchthaus in Scheveningen eingesperrt. Nach seiner Rückkehr nach Mainz im Juni 1945 wurde er für kurze Zeit vom örtlichen Befehlshaber der US-Army zum Regierungspräsidenten von Rheinhessen ernannt, musste das Amt nach kurzer Zeit aber wieder abgeben. Stattdessen wurde er Präsidialdirektor für Finanzen beim Oberregierungspräsidium Hessen-Pfalz in Neustadt an der Weinstraße und 1947 bis 1957 Ministerialdirigent im Ministerium der Finanzen und für Wiederaufbau.
In Rheinhessen gehört Bieroth zur Gründergeneration der CDU, deren ersten Landesvorstand er angehörte. Im Mai 1947 wurde Bieroth in den Landtag von Rheinland-Pfalz gewählt. Nach Ablauf der 1. Wahlperiode schied er jedoch aus dem Landtag aus.